# 資州直隸州
資州直隸州，清代設置的直隸州，隸川南永寧道。

资州在四川省的位置（1820年）

明代為資縣。順治初仍明制，為資縣，屬成都府。雍正五年（1727年），升直隸州，以成都府之仁壽、井研、資陽、內江來屬。領縣四。資陽縣、內江縣、仁壽縣、井研縣。